# 独自入試
独自入試（どくじにゅうし）とは、都道府県ごとに実施されている公立高校入試において、共通問題ではなく各学校で独自に作成した入試問題（学力検査）のことである。都道府県によっては、自校作成問題と呼ぶ場合もある。
公立以外の高等学校（国立・私立）では、入試問題は学校ごとに独自であることは自明であるため、「独自入試」とは、通常公立高校の入試で導入されるものを指すのが一般的である。

## 概要
戦後の新制以来、都道府県が設置・管轄している公立高校では、入試問題は都道府県ごとに出題する共通問題であった。
東京都では学校群制度（1967年-1981年）の導入以来、都立高校の進学校が軒並み凋落し、同制度解除以後も国私立高の後塵を拝する状況が2000年代初頭まで続いた。1999年以後の石原都政の中で都立高校改革が進み（東京都立高等学校#東京都立高等学校改革も参照）、多様な生徒が受験するのに対応するために、単一の試験問題でない、「自校作成問題」が2001年、全国に先駆けて都立日比谷高校、都立国際高校（英語のみ）で初めて導入された。
以来、岡山県、神奈川県など多くの自治体で実施されている。なお、統一問題による入学試験自体は存続しており、多くは「前期試験」「後期試験」の2回の入学試験に分けて、一方を統一入試、他方を独自入試としている場合が多い。また、大阪府や埼玉県のように統一問題であっても2種類以上の問題を作成して各学校がどちらかを選択して試験を行うところもある。北海道では統一問題のうちの一部のみを難関校向け問題に差し替える「学校裁量問題」を導入していたが、2022年度より廃止された。

## 特徴と傾向
独自入試における試験科目は、従来の5教科5科目として出題される場合のほか、各科目の融合問題や、受験生の表現力が問われる作文（小論文）問題、また正確な推論を問う数理的問題などとして出題されることも多く、バラエティに富んでいる。また、学力検査に面接試験が加わることもある。
こうした入学試験によって各学校が受験生に求めているのは、平準化した受験勉強で培われた画一的な学力だけでなく、それ以上に、受験生の個性的な能力や高度な応用力などであり、公立のいわゆる難関進学校の独自問題は、共通問題よりも難易度が高い。
実施校のメリットは、共通テストでは見出しにくい受験生の個性的な学力を正確に判断できることである。また、各校の独自入試の過去問題から、その学校が求めている学力がどのようなものであるかが透けて見える場合もあるが、そこから入試対策を立てることは必ずしも容易ではない。

## 実施校

### 東京都
「グループ作成」を2014年度から、高校単独校は2017年度まで、中高一貫校は2020年度まで実施していた。
- 東京都立国際高等学校※英語のみ実施
- 東京都立日比谷高等学校（2001年〜）
- 東京都立西高等学校（2002年〜）
- 東京都立八王子東高等学校（2003年〜）
- 東京都立戸山高等学校（2003年〜）
- 東京都立国分寺高等学校（2003年〜）
- 東京都立新宿高等学校（2003年〜）
- 東京都立青山高等学校（2004年〜）
- 東京都立立川高等学校（2004年〜）
- 東京都立国立高等学校（2004年〜）
- 東京都立墨田川高等学校（2004年〜）
- 東京都立両国高等学校（2005年〜2020年）
- 東京都立白鷗高等学校（2005年〜2020年）
- 東京都立武蔵高等学校（2007年〜2020年）
- 東京都立富士高等学校（2010年〜2020年）
- 東京都立大泉高等学校（2010年〜2020年）

### 神奈川県
- 神奈川県立横浜翠嵐高等学校（2005年〜2012年）
- 神奈川県立外語短期大学付属高等学校→神奈川県立横浜国際高等学校（2005年〜2012年）
- 神奈川県立平塚江南高等学校（2005年〜2012年）
- 神奈川県立鎌倉高等学校（2006年〜2012年）
- 神奈川県立小田原高等学校（2006年〜2012年）
- 神奈川県立柏陽高等学校（2007年〜2012年）
- 神奈川県立横須賀高等学校（2007年〜2012年）
- 神奈川県立湘南高等学校（2007年〜2012年）
- 神奈川県立光陵高等学校（2008年〜2012年）
- 神奈川県立多摩高等学校（2008年〜2012年）
- 横浜市立横浜サイエンスフロンティア高等学校（2010年〜2012年）

### 岡山県
- 岡山県立岡山朝日高等学校（2004年〜）